# Nowa Sukcesja (centrum handlowe)
Nowa Sukcesja – centrum handlowo-rozrywkowe w Łodzi przy Alejach Politechniki 1 w dzielnicy Polesie.

## Historia
- grudzień 2012 – rozpoczęcie budowy[1].
- 21 maja 2014 – uroczystość wmurowania kamienia węgielnego oraz podpisanie aktu erekcyjnego[1].
- 25 września 2015 – oficjalne otwarcie galerii.
- 30 czerwca 2020 – zamknięcie Sukcesji[2].
- 18 grudnia 2024 – ponowne otwarcie jako „Nowa Sukcesja”[3].

Budowa Sukcesji rozpoczęła się jesienią 2012 roku, zakończyła we wrześniu 2015 roku. Inwestorem centrum była spółka Fabryka Biznesu, wykonawcą generalnym Mirbud. 8 kwietnia 2020 roku Sąd Rejonowy Łódź Śródmieście, ogłosił upadłość spółki Fabryka Biznesu, właściciela centrum. Upadłość objęła likwidację majątku dłużnika. W 2022 roku centrum handlowe zostało kupione przez tureckiego przedsiębiorcę Sabriego Bekdasa, za pośrednictwem jego spółki Amush Investment Group, za 79,5 mln zł. Od 2023 roku inwestor przebudowywał obiekt, urozmaicając go o strefę zabaw „Hopa Lupa”. 18 grudnia 2024 roku obiekt został ponownie otwarty pod nazwą „Nowa Sukcesja”.

## Opis
Centrum ma charakter handlowo-rozrywkowy. Znajduje się tu 9-salowe kino Helios i sala zabaw „Hopa Lupa” (otwarcie w planach 14 lutego 2025 ). W 2015 roku w Sukcesji otwarto pierwszą w Łodzi kawiarnie Starbucks.